# 12 tháng 7
Ngày 12 tháng 7 là ngày thứ 193 (194 trong năm nhuận) trong lịch Gregory. Còn 172 ngày trong năm.

## Sự kiện
- 918 – Thái tử Vương Diễn lên ngôi hoàng đế nước Tiền Thục, ông là quân chủ thứ nhì và cũng là cuối cùng của quốc gia.
- 645 – Hoàng tử Karu đăng quang thiên hoàng của Nhật Bản, sau đó ông tiến hành cải cách biến Nhật Bản thành một nhà nước phong kiến.
- 1527 – Lê Cung Hoàng ra chiếu nhường ngôi hoàng đế cho Mạc Đăng Dung, kết thúc triều Lê sơ và mở đầu triều Mạc trong lịch sử Việt Nam.
- 1561 – Nhà thờ chính tòa thánh Basil ở Moskva được hiến thánh.
- 1898 – Hai nhà khoa học Anh Quốc William Ramsay và Morris Travers phát hiện nguyên tố hóa học Xenon trong phần bã còn lại sau khi tiến hành làm bay hơi các thành phần của không khí hóa lỏng.
- 1943 – Chiến tranh thế giới thứ hai: Đức Quốc xã và Liên Xô giao chiến trong trận Prokhorovka, một trong những trận đấu xe tăng lớn nhất trong lịch sử quân sự thế giới.
- 1946 – Công an Bắc Bộ của Việt Nam Dân chủ Cộng hòa tiến hành khám xét trụ sở Việt Nam Quốc dân Đảng tại phố Ôn Như Hầu, Hà Nội.
- 1979 – Kiribati giành độc lập từ Anh Quốc.
- 2006 – Chiến tranh Liban bắt đầu.
- 2016 – Philippines thắng vụ kiện tại Tòa án Trọng tài thường trực về tính hợp pháp của "Đường chín đoạn" của Trung Quốc tại Biển Đông.

## Sinh
- 1811 – Nguyễn Phúc Miên Hoành, tước phong Vĩnh Tường Quận vương, hoàng tử con vua Minh Mạng nhà Nguyễn (m. 1835)
- 1813 – Claude Bernard, nhà sinh lý học người Pháp (m. 1878).
- 1933 – Trần Đình Thọ, Chuẩn tướng Quân lực Việt Nam Cộng hòa (m. 2022)
- 1991 – James Rodríguez, cầu thủ bóng đá người Colombia
- 1993 – Kim In-seong, nam ca sĩ, thành viên nhóm nhạc SF9.
- 1995 – Luke Shaw, cầu thủ bóng đá người Anh

## Mất
- 965 – Mạnh Sưởng, hoàng đế nước Hậu Thục, tức ngày Canh Tuất 11 tháng 6 năm Ất Sửu (s. 919).
- 1993 – Michał Goleniewski, trung tá tình báo Cộng hòa Nhân dân Ba Lan, đào tẩu sang Hoa Kỳ (s. 1922)[1]
- 2002 – Diệp Minh Châu, họa sĩ, điêu khắc gia Việt Nam (s. 1919).
- 2016 – Nguyễn Thị Trù, cụ bà cao tuổi nhất thế giới (s. 1893).
- 2020 – Kelly Preston, diễn viên Mỹ (s. 1962)